# Cineflix
A Cineflix é uma rede brasileira de cinemas. Sediada na cidade de Maringá atualmente está presente em dezesseis cidades das regiões centro oeste, sul e sudeste do país. Seu parque exibidor é formado atualmente por 26 complexos e 135 salas . Suas 15 894 poltronas perfazem uma média de 182,91 assentos por sala.

## História

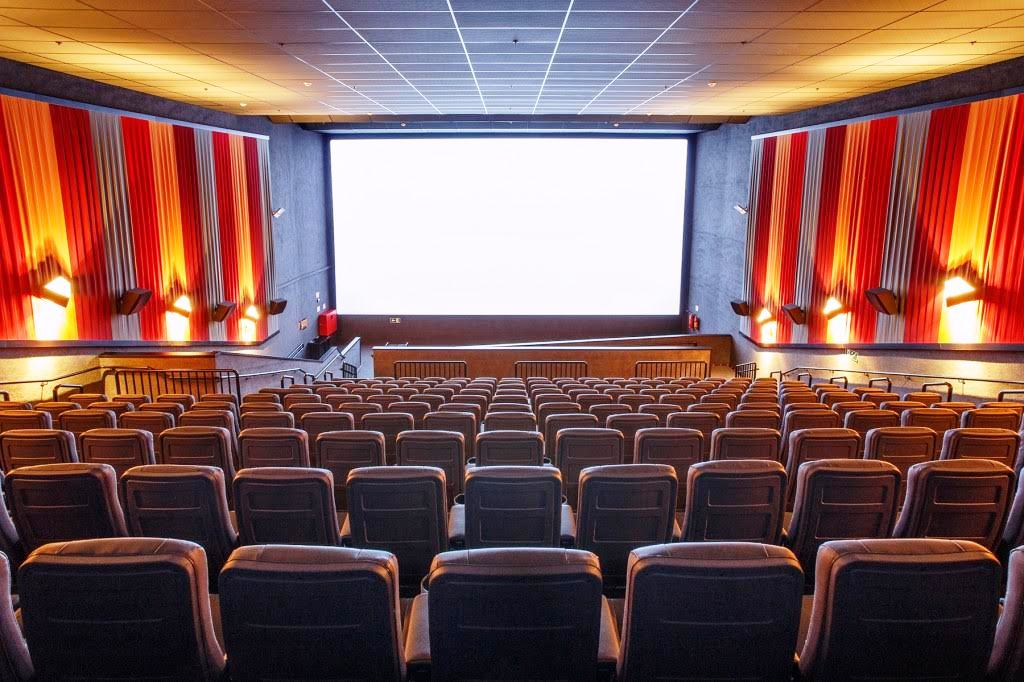
Sala com projeção à laser no Cineflix Aurora Shopping de Londrina: primeira do gênero no Brasil

A empresa surgiu em dezembro de 2011 através da divisão societária da empresa Cinesystem, tendo absorvido alguns complexos desta última nas cidades de Campinas, Maringá, Porto Alegre e São José dos Campos. Seu fundador, Gilmar Leal Santos é um engenheiro civil com especialização em marketing que operava no ramo da franquia de lanchonetes McDonalds e foi um dos primeiros sócios quando da  fundação da empresa originária, a Cinesystem. Em seguida, iniciou o seu próprio processo de expansão, inaugurando unidades em outras cidades do país, em especial no interior do Estado de São Paulo.
Uma das características da empresa é possuir cinemas totalmente digitalizados, que não empregam projetores de película 35mm. Em julho de 2013, a Cineflix fechou parceria com a empresa NEC para fornecimento de equipamentos digitais para cinema. Em alguns complexos, como os localizados nas cidades de Cotia, Londrina e Porto Alegre é oferecido o serviço 1LINE!, que consiste na compra automatizada de ingressos e produtos da bombonière, utilizando-se de uma única fila de atendimento.
A empresa ocupou o 15.o lugar entre os maiores exibidores brasileiros por número de salas em setembro de 2014, conforme relatório do portal especializado em mercado de cinema Filmeb. Graças ao seu processo de expansão, encerrou o ano de 2015 no 9.o lugar entre os maiores exibidores do país por número de salas, de acordo com o Observatório do Cinema e do Audiovisual da ANCINE. Em 2018, já era o 10.º exibidor em público e 9.º em  numero de salas, conforme relatório da ANCINE - Salas de Exibição 2018.

## Ampliação e modernização
Com a incorporação do complexo de cinema do Shopping The Square Granja Vianna da cidade de Cotia (outrora gerida pela rede Cinespaço) em dezembro de 2015, a Cineflix passou a administrar sua primeira sala no formato IMAX. Em abril de 2016, inaugurou na cidade de Londrina o primeiro complexo de cinema do Brasil municiado de projetor a laser, sistema de projeção considerado de fácil manutenção e maior durabilidade.
Em agosto de 2016, a Cineflix anunciou o falecimento de um dos seus sócios, Marcelo Castilho. Presente na empresa desde a sua fundação, Marcelo faleceu aos 54 anos, em São Paulo, de causa não revelada.
O diretor - proprietário da rede, o engenheiro Gilmar Leal Santos, também é o presidente da Associação dos Exibidores de Pequeno e Médio Porte (AEXIB).

## Público

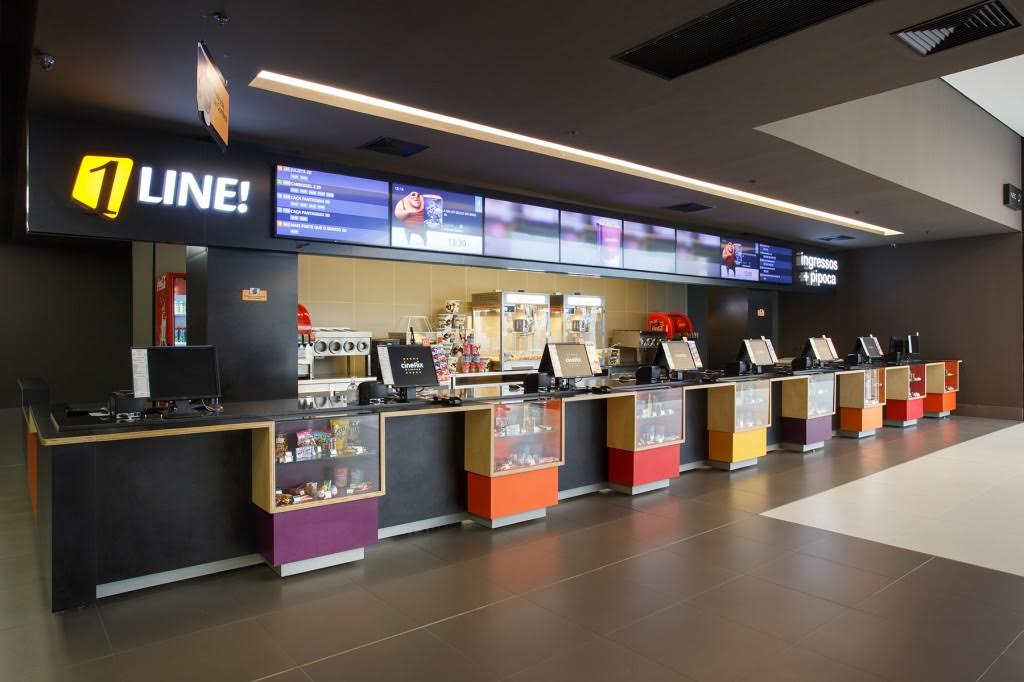
Atendimento 1LINE! da Rede Cineflix. Fila única para compra de ingressos e produtos de bombonière.

Abaixo a tabela de público e sua evolução de 2011 a 2019, considerando o somatório de todas as suas salas a cada ano. A variação mencionada se refere à comparação com os números do ano imediatamente anterior. Os dados foram extraídos do banco de dados Box Office do portal de cinema Filme B. Os dados de 2014 e 2015 foram extraídos do Database Brasil. Já os dados de 2016 em diante procedem do Relatório "Informe Anual Distribuição em Salas Detalhado", do Observatório Brasileiro do Cinema e do Audiovisual (OCA) da ANCINE.
Os números de 2012 a 2019 denotam um crescimento de 211,26% no público frequentador da rede, que não sofreu abalos em consequência da retração do mercado exibidor que se deu nos anos de 2017 e 2018. 
| Ano  | Público total | Ranking no país | Market Share | Variação |
| ---- | ------------- | --------------- | ------------ | -------- |
| 2011 | 4 598         | 203º            | 0,01%        | ano-base |
| 2012 | 1 748 949     | 17º             | 1,17%        | 37.937%  |
| 2013 | 1 327 646     | 19º             | 0,88%        | 24,07%   |
| 2014 | 2 502 949     | 15º             | 1,59%        | 88,53%   |
| 2015 | 3 045 288     | 12º             | 1,78%        | 21,67%   |
| 2016 | 3 441 707     | 11º             | 1,88%        | 13,02%   |
| 2017 | 3 623 218     | 11º             | 2,02%        | 5,27%    |
| 2018 | 3 510 000     | 10º             | 2,18%        | 3,12%    |
| 2019 | 3 694 765     | 10º             | 2,10%        | 5,26%    |

## Prêmio
- 2020: Prêmio Reclame Aqui (venceu)[25]